# かわまちてらす閖上
かわまちてらす閖上（かわまちてらすゆりあげ）は、宮城県名取市にある商業施設である。

## 概要
管理運営者は株式会社かわまちてらす閖上が行っている。目の前には名取川、すぐ近くに閖上港が広がり、仙台の街並みや蔵王連峰が眺められるロケーションに立地。
生まれ変わった閖上のまちを照らし、水辺のテラスがにぎわいを作る新しい商店街の形が特徴的で、飲食店や鮮魚店が軒を連ねている。地元の食材を使った食事や、スイーツの食べ歩き、特産品のショッピングなどが店舗としてあり、SUP、笹かまぼこ手焼き、焼きマシュマロ、クルージング体験などのアクティビティもある。
市によると、ここの駐車場が満車の時は名取市震災復興伝承館の駐車場を利用してほしいとの案内がある。

## 基本情報
営業時間
- 店舗により異なる

定休日
- 店舗により異なる

アクセス
- 交通手段[4]

- 住所：宮城県名取市閖上中央1丁目6番地（駐車場あり）

## ギャラリー

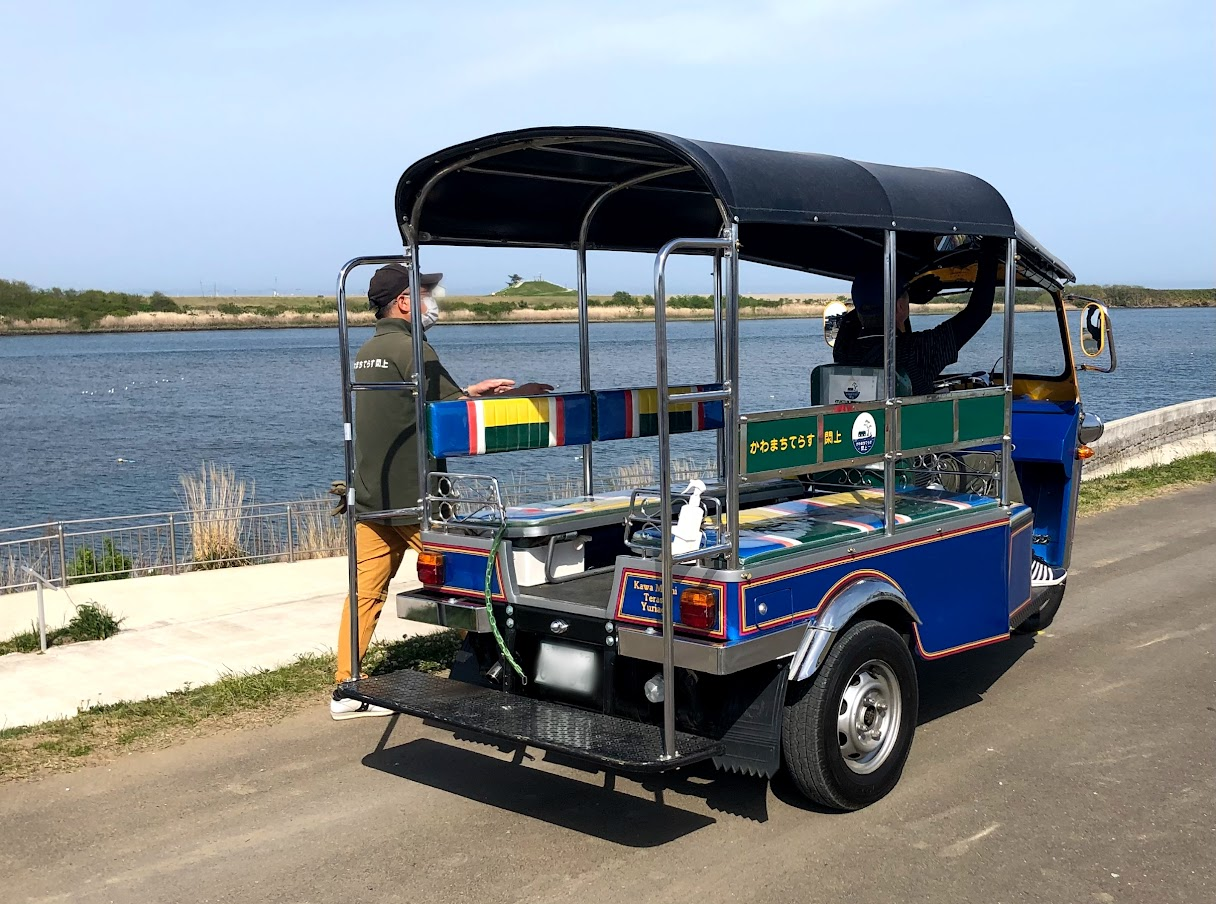
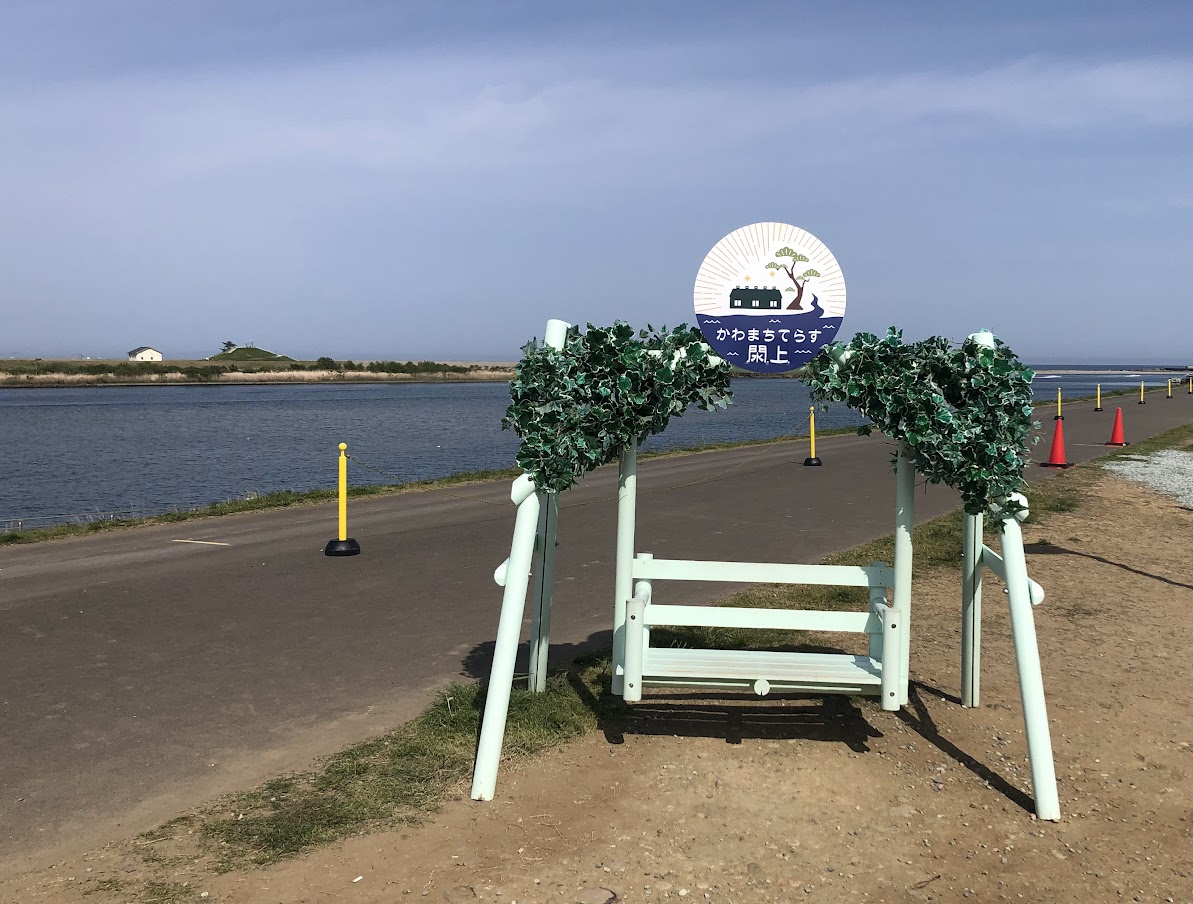
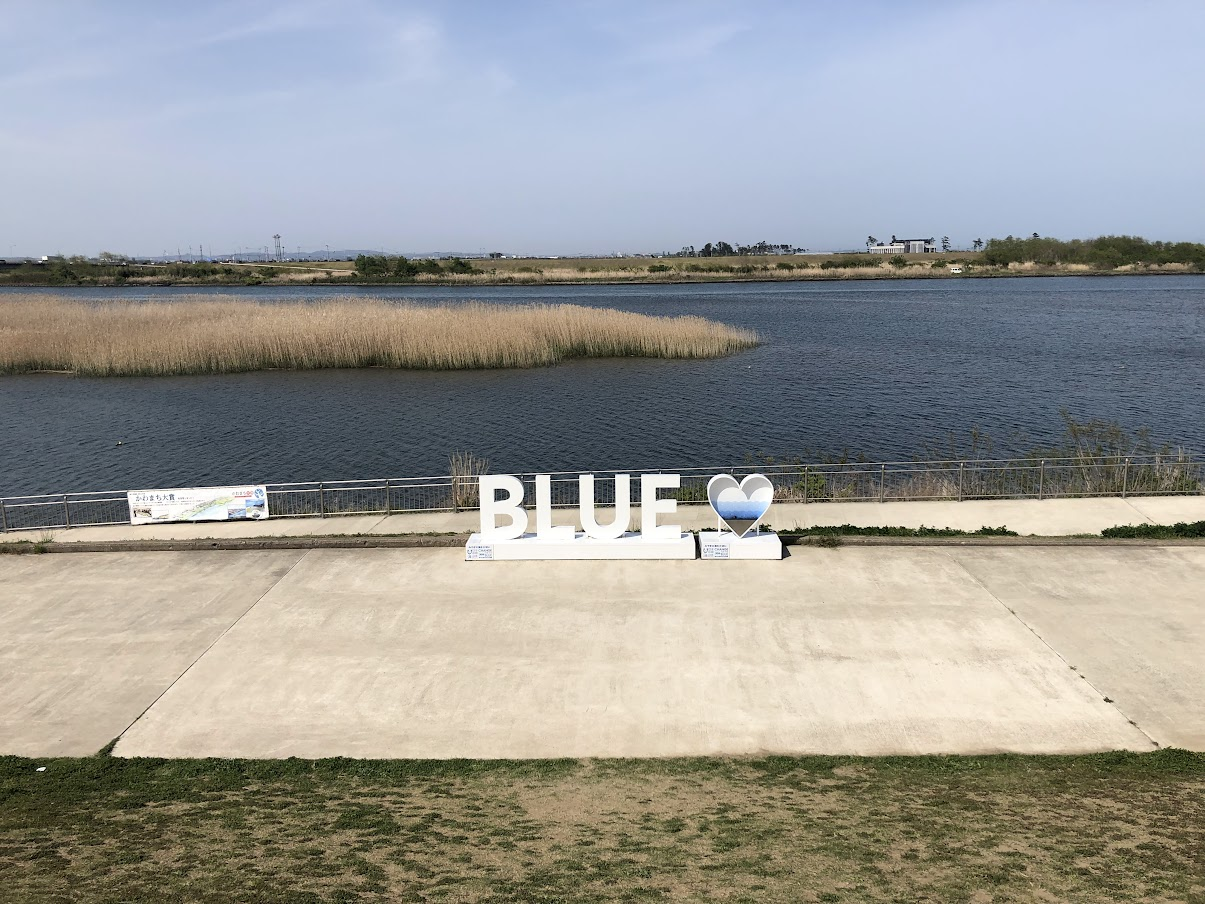